# Louis-Jean-Baptiste Bourdon
Pour les articles homonymes, voir Bourdon.
Louis-Jean-Baptiste Bourdon, né le 15 octobre 1808 à Paris où il est mort le 19 février 1875, est un peintre français.

## Biographie

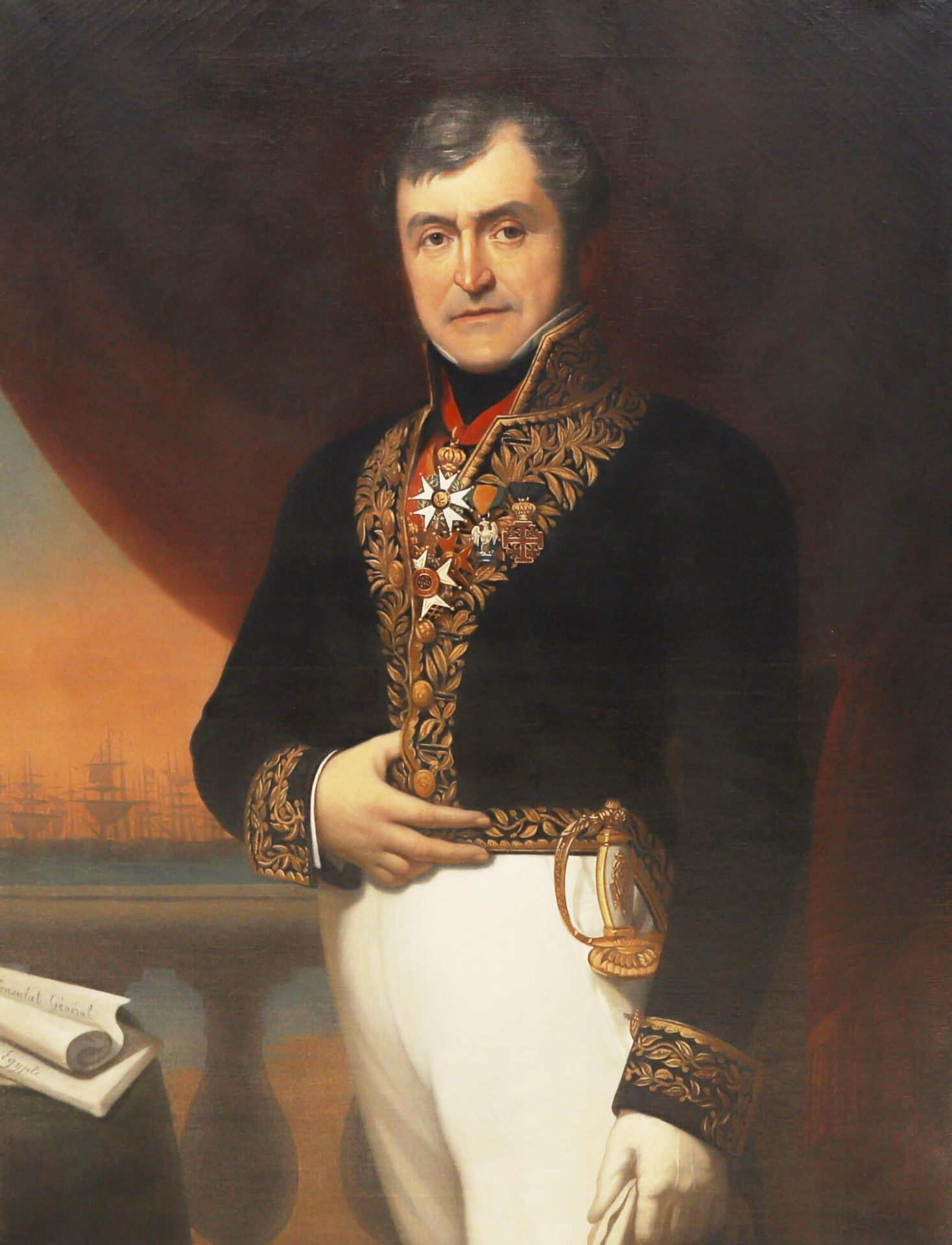
Portrait d'Adrien-Louis Cochelet, par Bourdon, au Salon de 1842.

Louis-Jean-Baptiste Bourdon est le fils de Louis-Jean-Baptiste Bourdon, marchand fruitier, et de Marguerite Adélaïde Pagnerre.
Sa mère est morte en 1826 et inhumée au cimetière de Montmartre.
Aux Beaux-arts, il est l'élève de Jean-Auguste-Dominique Ingres. En 1833, pour le concours du prix de Rome, il propose sa version de Moïse et le serpent d'airain.
Peintre d'histoire, il réalise également plusieurs portraits qu'il expose au Salon de 1833 à 1857.
Il épouse Élisabeth Augustine Caroline Anne Renée Théophile Boyeldieu d'Auvigny. Celle-ci meurt en 1837.
En 1841, à Rouen, il épouse en secondes noces Agathe Lucile Duvigneau (1824-1881).
En 1857, son père devenu rentier meurt à l'âge de 77 ans, à son domicile de la rue du Faubourg-Saint-Honoré. Un legs de 1 000 francs est réalisé à destination de l'asile des vieillards.
Il meurt à l'âge de 66 ans à son domicile de la rue Tronchet. Il est inhumé le 22 février 1875 dans le caveau familial du cimetière de Montmartre.